# فريدريك سميث (سياسي باربادوسي)
فريدريك سميث (بالإنجليزية: Frederick Smith)‏ هو قاضي وسياسي باربادوسي، ولد في 6 يوليو 1924، وتوفي في 11 يوليو 2016.